# イラクの言語
イラクの言語（イラクのげんご）では、イラク国内で使用される言語について説明する。イラクでは多数の言語が使用されるが、最も広く話されるのはアラビア語イラク方言である。

## 現代の言語
主要言語はアラビア語で、クルド語が人口の15 - 20%で話されている。トルコ語や現代アラム語、その他の言語話者は人口の5%程度である。少数言語として、マンダ語・シャバク語・アルメニア語・ロル語・ペルシア語が挙げられる。エスノローグによれば、クルド語（北部クルド語・中央クルド語・南部クルド語の全てを含む）話者が優勢である地域は、イラク北部から北東部に掛けてであり、他の地域ではアラビア語話者が優勢である。
アラビア語・クルド語・ペルシア語・南アゼルバイジャン語は、表記にアラビア文字を用いる。また、現代アラム語はシリア文字、アルメニア語はアルメニア文字をそれぞれ表記に用いている。

### 公用語
アラビア語とシリア語が公用語であり、アッシリア現代アラム語は地方言語として承認されている。加えて、各地域・県は、住民投票で過半数を獲得した言語を公用語に指定することができる。

## 歴史
記録上最も長くイラクで使われた言語は、アラム語であり、3200年以上に書かれた成文律法が見つかっている。今日、イラクに残る現代アラム語は、アラム語を祖先としている。
記録上最初に使われた言語は、シュメール語とアッカド語（古代アッシリア・バビロニア語を含む）であり、紀元前3300年前に書かれたシュメール語・アッカド語の楔形文字が残されている。シュメール語は紀元前1700年までにアッカド語に置き換えられ、アッカド語も紀元前1200年から紀元後100年の間、徐々にアラム語へと置き換えられていった。